# Lex Mahumet pseudoprophete
Lex Mahumet pseudoprophete (Português: Lei de Maomé, o falso profeta) é a tradução do Alcorão para o latim medieval feito sob os auspícios do bendito Pedro, o Venerável, abade de Cluny e coordenação do padre Roberto de Ketton (c. 1110 - 1160 dC). É a primeira tradução do Alcorão para uma língua ocidental 
Em 1142, o bendito Pedro, o Venerável, convenceu Roberto a se juntar a uma equipe que ele estava criando para traduzir as obras árabes para o latim, na esperança de ajudar a conversão religiosa dos muçulmanos ao cristianismo. A tradução do Alcorão foi o principal trabalho desta coleção: Com um empreendimento enorme, tendo sido consumidos mais de um ano e preenchendo mais de 100 fólios (180 páginas em impressão moderna), esta tradução do Alcorão se tornou obrigatória em todas as universidades europeias, tendo o Imprimatur e Nihil Obstat da Igreja católica, na esperança de elevar o debate indo às próprias fontes islâmicas e demonstrar "pela lei natural" a "superioridade" da religião católica frente à adversária muçulmana. Dela ainda restam mais de 25 manuscritos existentes, juntamente com duas gravuras do século XVI, vindo ocasionalmente a se tornar a tradução padrão para os europeus desde o seu lançamento até o século XVIII.
O texto circulou amplamente em forma de manuscrito, até que foi editado pela primeira vez e publicado por Theodor Bibliander em 1543.
A equipe de trabalho fazia parte da Escola de Tradutores de Toledo, em Toledo, Espanha.

## Link externo
- The latin Qu'ran, as edited by Bibliander (1550 revised edition, complete text online)
- The first rendering of the Koran into a western language